# Certaldo

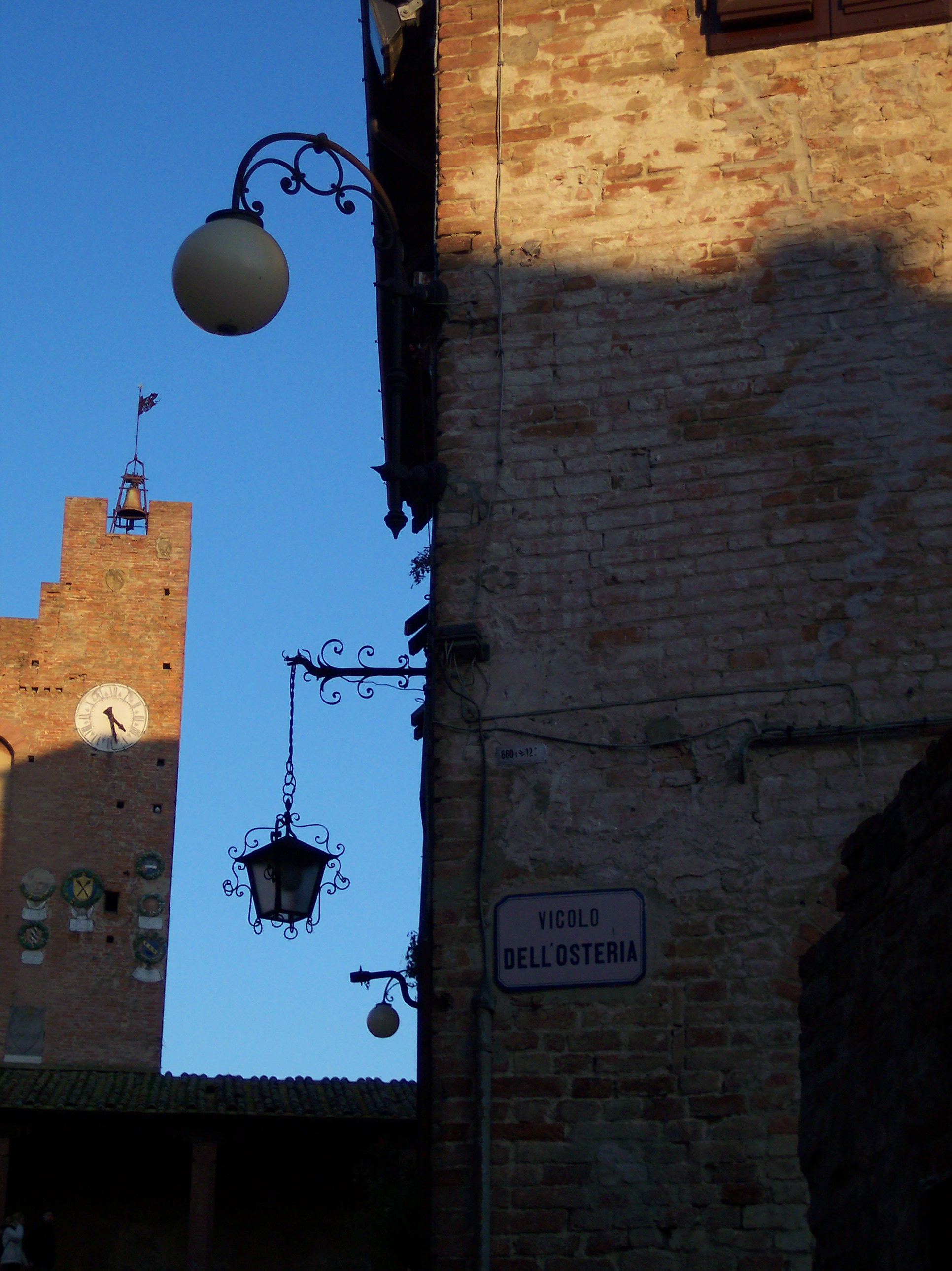
Vicolo dell'Osteria a Certaldo Alto

Certaldo é uma comuna italiana da região da Toscana, província de Florença, com cerca de 15.642 habitantes. Estende-se por uma área de 75 km², tendo uma densidade populacional de 209 hab/km². Faz fronteira com Barberino Val d'Elsa, Castelfiorentino, Gambassi Terme, Montespertoli, San Gimignano (SI), Tavarnelle Val di Pesa.
É conhecida, por ser a cidade natal do poeta e crítico italiano Giovanni Boccaccio. Ali viveu parte da sua vida e morreu.
A cidade é dividida pela parte alta: Certaldo Alta, e pela parte baixa: Certaldo Baixa. A parte alta, abriga o centro histórico e cultural da comuna, sendo de arquitetura medieval.

## Demografia
| Variação demográfica do município entre 1861 e 2011                               |
|                                                                                   |
| Fonte: Istituto Nazionale di Statistica (ISTAT) - Elaboração gráfica da Wikipedia |